# Паље Брдо
Паље Брдо је насељено место у саставу општине Конавле, Дубровачко-неретванска жупанија, Република Хрватска.

## Историја
До територијалне реорганизације у Хрватској налазило се у саставу старе општине Дубровник.

## Становништво
На попису становништва 2011. године, Паље Брдо је имало 130 становника.
| Број становника по пописима | Број становника по пописима | Број становника по пописима | Број становника по пописима | Број становника по пописима | Број становника по пописима | Број становника по пописима | Број становника по пописима | Број становника по пописима | Број становника по пописима | Број становника по пописима | Број становника по пописима | Број становника по пописима | Број становника по пописима | Број становника по пописима | Број становника по пописима |
| --------------------------- | --------------------------- | --------------------------- | --------------------------- | --------------------------- | --------------------------- | --------------------------- | --------------------------- | --------------------------- | --------------------------- | --------------------------- | --------------------------- | --------------------------- | --------------------------- | --------------------------- | --------------------------- |
| 1857                        | 1869                        | 1880                        | 1890                        | 1900                        | 1910                        | 1921                        | 1931                        | 1948                        | 1953                        | 1961                        | 1971                        | 1981                        | 1991                        | 2001                        | 2011                        |
| 144                         | 151                         | 133                         | 168                         | 178                         | 158                         | 168                         | 173                         | 162                         | 177                         | 185                         | 138                         | 135                         | 159                         | 150                         | 130                         |

Напомена: У 1869. и 1880. те од 1900. до 1921. исказивано под именом Павље Брдо, а од 1931. до 1971. Паље-Брдо.

### Попис1991.
На попису становништва 1991. године, насељено место Паље Брдо је имало 159 становника, следећег националног састава:
| Попис 1991.‍ | Попис 1991.‍ | Попис 1991.‍ | Попис 1991.‍ | Попис 1991.‍ |
| ----------- | ----------- | ----------- | ----------- | ----------- |
|             |             |             |             |             |
| Хрвати      | Хрвати      |             | 155         | 97,48%      |
| Црногорци   | Црногорци   |             | 2           | 1,25%       |
| Словенци    | Словенци    |             | 1           | 0,62%       |
| Срби        | Срби        |             | 1           | 0,62%       |
| укупно: 159 |             |             |             |             |